# Aphaniotis acutirostris
Aphaniotis acutirostris är en ödleart som beskrevs av  Modigliani 1889. Aphaniotis acutirostris ingår i släktet Aphaniotis och familjen agamer. Inga underarter finns listade i Catalogue of Life.